# Jan Targosz
Jan Zdzisław Targosz (ur. 23 maja 1951, zm. 5/6 lipca 2022 w Krakowie) – polski inżynier, dr hab. nauk technicznych, profesor uczelni na Wydziale Inżynierii Mechanicznej i Robotyki Akademii Górniczo-Hutniczej im. Stanisława Staszica w Krakowie.

## Życiorys
W 1974 ukończył studia w zakresie maszyn i urządzeń górnictwa odkrywkowego w Akademii Górniczo-Hutniczej im. Stanisława Staszica. 24 czerwca 1983 obronił pracę doktorską Zagadnienia wibroizolacji obiektów za pomocą układów o ciągłym rozłożeniu masy. 1 lutego 2013 habilitował się na podstawie dorobku naukowego i pracy zatytułowanej Układy wibroizolacji w transporcie szynowym i samochodowym.
Został zatrudniony na stanowisku adiunkta w Katedrze Robotyki i Mechatroniki na Wydziale Inżynierii Mechanicznej i Robotyki Akademii Górniczo-Hutniczej im. Stanisława Staszica. Awansował na stanowisko profesora uczelni zatrudnionego w tej katedrze.
Został zamordowany w nocy z 5/6 lipca 2022 w swoim domu w Krakowie.
12 lipca 2022 został pochowany na Cmentarzu Prądnik Czerwony w Krakowie.